# NCIS (10.ª temporada)
A décima temporada de NCIS começou em 25 de setembro de 2012 e terminou em 14 de maio de 2013.

## Elenco
| Personagem             | Ator/atriz        | Cargo                      | Principal |
| ---------------------- | ----------------- | -------------------------- | --------- |
| Leroy Jethro Gibbs     | Mark Harmon       | Agente especial Supervisor |           |
| Tony DiNozzo           | Michael Weatherly | Agente Especial Senior     |           |
| Ziva David             | Cote de Pablo     | Agente Especial            |           |
| Abby Sciuto            | Pauley Perrette   | Especialista Forense       |           |
| Timothy McGee          | Sean Murray       | Agente Especial            |           |
| Leon Vance             | Rocky Carroll     | Diretor NCIS               |           |
| Donald "Ducky" Mallard | David McCallum    | Chefe dos Legistas         |           |
| Jimmy Palmer           | Brian Dietzen     | Legista assistente         |           |

## Episódios
O tema principal da temporada, segundo o show-runner Gary Glasberg é o chamado de "heróis caídos". Muitos episódios, como o season finale, se incluem nesta descrição.
O principai evento da temporada foi o atentado à residência do Diretor Vance, que resultou nas mortes de sua esposa, Jackie, e de Eli David, Diretor do Mossad e pai de Ziva.
Considerada por muitos uma temporada pessoal, tivemos episódios focados em Gibbs ("The Namesake", "Damned if you Do"), Ziva ("Shabbat Shalom", "Shiva"), Tony ("You Better Watch Out"), McGee ("Squall"), Ducky ("Phoenix"), Abby ("Recovery", "Hit and Run") e Vance ("Hereafter").
Essa é a última temporada em que Ziva aparece como um membro do elenco principal durante todos os episódios.
| Sequência | Episódios | Título                  | Direção             | Escrito por                                            | Data de exibição        | Audiência EUA (em milhões) |
| --- | --------- | ----------------------- | ------------------- | ------------------------------------------------------ | ----------------------- | -------------------------- |
| 211 | 1         | "Extreme Prejudice"     | Tony Wharmby        | Gary Glasberg                                          | 25 de setembro de 2012  | 20.48                      |
| A equipe MCRT vai em busca do terrorista Harper Dearing, em conclusão ao season finale da temporada anterior. Personagens recorrentes: Richard Schiff como Harper Dearing |           |                         |                     |                                                        |                         |                            |
| 212 | 2         | "Recovery"              | Dennis Smith        | Scott Williams                                         | 2 de outubro de 2012    | 18.87                      |
| O time NCIS investiga a morte de um de seus funcionários, e tenta determinar o papel da vítima na explosão. Abby sofre com pesadelos. |           |                         |                     |                                                        |                         |                            |
| 213 | 3         | "Phoenix"               | Terrence O'Hara     | Steven D. Binder                                       | 9 de outubro de 2012    | 18.51                      |
| Enquanto está em liçenca médica, Ducky começa a ter dúvidas sobre um antigo caso. Quando o time acha uma ligação entre este caso e o caso que eles estão investigando, Gibbs põe Ducky no comando. |           |                         |                     |                                                        |                         |                            |
| 214 | 4         | "Lost At Sea"           | Tony Wharmby        | Christopher J. Waild                                   | 23 de outubro de 2012   | 17.78                      |
| Um helicóptero que caiu no mar desapareceu. A MCRT tem a tarefa de investigar. Personagens recorrentes: Diane Neal como Agente Especial CGIS Abigail Borin |           |                         |                     |                                                        |                         |                            |
| 215 | 5         | "Namesake"              | Arvin Brown         | George Schenck and Frank Cardea                        | 30 de outubro de 2012   | 18.83                      |
| O violento assassinato de um oficial em um caro de luxo leva Gibbs a se reencontrar com o melhor amigo do seu pai. Personagens recorrentes: Ralph Waite como Jackson Gibbs e Billy Dee Williams como Leroy Jethro Moore |           |                         |                     |                                                        |                         |                            |
| 216 | 6         | "Shell Shock (Part I)"  | Leslie Libman       | Nichole Mirante-Matthews                               | 13 de novembro de 2012  | 17.05                      |
| Gibbs tem a tarefa de investigar um assassinato com a ajuda de um fuzileiro com estresse pós traumático. |           |                         |                     |                                                        |                         |                            |
| 217 | 7         | "Shell Shock (Part II)" | Tom Wright          | Gina Lucita Monreal                                    | 20 de novembro de 2012  | 16.47                      |
| A equipe investiga um grupo terrorista. Ziva faz planos para ir à ópera |           |                         |                     |                                                        |                         |                            |
| 218 | 8         | "Gone"                  | James Whitmore, Jr. | Scott Williams & Reed Steiner                          | 27 de novembro de 2012  | 19.76                      |
| O time trabalha para encontrar uma adolescente sequestrada. Em busca de pistas, Gibbs recorre a uma misteriosa mulher de seu passado, Miranda Pennebaker (Alex Kingston). Tony fica incomodado com o entusiasmo de Ziva pela chegada iminente de um amigo. |           |                         |                     |                                                        |                         |                            |
| 219 | 9         | "Devil's Trifecta"      | Arvin Brown         | Steven D. Binder                                       | 11 de dezembro de 2012  | 17.65                      |
| A ex-mulher de Gibbs e Fornell retorna no meio da investigação, e os três precisam trabalhar juntos. Personagens recorrentes: Joe Spano como Agente Especial do FBI Tobias Fornell; Melinda McGraw como Diane Sterling |           |                         |                     |                                                        |                         |                            |
| 220 | 10        | "You Better Watch Out"  | Tony Wharmby        | George Schenck; Frank Cardea                           | 18 de dezembro de 2012  | 19.59                      |
| Tony fica numa posição difícil quando seu pai vem visitá-lo para passar o Natal. Personagens recorrentes: Robert Wagner como Anthony DiNozzo Sr. |           |                         |                     |                                                        |                         |                            |
| 221 | 11        | "Shabbat Shalom"        | Dennis Smith        | Cristopher Walid                                       | 8 de janeiro de 2013    | 21.11                      |
| A equipe investiga um misterioso assassinato enquanto o pai de Ziva está em Washington. O episódio termina com as mortes de Eli David e Jacqueline Vance Personagem recorrente: Michael Nouri como Diretor do Mossad Eli David |           |                         |                     |                                                        |                         |                            |
| 222 | 12        | "Shiva"                 | Arvin Brown         | Christopher J. Waild, Gary Glasberg and Scott Williams | 15 de janeiro de 2013   | 22.86                      |
| O MCRT tem que lidar com a perda de familiares, e, especialmente, buscar respostas. Personagem recorrente: Oded Fehr como Ilan Bodner Observação: Episódio de maior audiência da série. |           |                         |                     |                                                        |                         |                            |
| 223 | 13        | "Hit and Run"           | Dennis Smith        | Gary Glasberg and Gina Lucita Monreal                  | 29 de janeiro de 2013   | 22.07                      |
| Um acidente de carro traz memórias do primeiro caso de Abby. |           |                         |                     |                                                        |                         |                            |
| 224 | 14        | "Canary"                | Terrence O'Hara     | Christopher Walid                                      | 5 de fevereiro de 2013  | 21.79                      |
| O time captura o segundo mais procurado hacker do mundo. Com as informações do prisioneiro, eles começam a caçada em busca do primeiro. Porém, o prisioneiro se recusa a falar, então Gibbs o manda para Guantánamo, onde estão presos muitos dos inimigos do hacker. |           |                         |                     |                                                        |                         |                            |
| 225 | 15        | "Hereafter"             | Tony Wharmby        | Nicole Mirante-Matthews                                | 19 de fevereiro de 2013 | 21.08                      |
| Vance descobre uma informação secreta sobre a sua falecida esposa, o que o leva a questionar tudo. |           |                         |                     |                                                        |                         |                            |
| 226 | 16        | "Detour"                | Mario Van Peebles   | Steven D Binder                                        | 26 de fevereiro de 2013 | 20.69                      |
| Ducky e Palmer são raptados na volta de uma cena do crime. |           |                         |                     |                                                        |                         |                            |
| 227 | 17        | "Prime Suspect"         | James Whitmore, Jr. | George Schenck and Frank Cardea                        | 5 de março de 2013      | 20.81                      |
| O barbeiro de Gibbs pede sua ajuda para investigar o próprio filho, enquanto o novato Agente Dorneget sofre nas mãos de DiNozzo. Personagens recorrentes: Matt L. Jones como Agente Probatório do NCIS Ned Dorneget |           |                         |                     |                                                        |                         |                            |
| 228 | 18        | "Seek"                  | Michael Weatherly   | Scott Williams                                         | 19 de março de 2013     | 19.79                      |
| A esposa de um marinheiro supostamente morto pelo Talibã pede a ajuda de Gibbs para descobrir a verdade. O Diretor Vance tenta contratar uma babá para seus filhos, mas ainda não consegue lidar com a perda de sua esposa. |           |                         |                     |                                                        |                         |                            |
| 229 | 19        | "Squall"                | Tom Wright          | Bill Nuss                                              | 26 de março de 2013     | 18.62                      |
| Uma tempestade causa mortes num navio da marinha, porém Gibbs e a equipe suspeitam que as mortes não foram culpa da natureza. Um dos principais suspeitos é o Comandante John McGee, pai do Agente Especial Timothy McGee. Personagens recorrentes: Joel Gretsch como Agente do NCIS Stan Burley e James Sheridan como Almirante John McGee |           |                         |                     |                                                        |                         |                            |
| 230 | 20        | "Chasing Ghosts"        | Arvin Brown         | Nicole Mirante-Matthews                                | 9 de abril de 2013      | 17.22                      |
| O time tenta encontrar pessoas desaparecidas. Enquanto isso, Tony fica curioso pelo jeito que Ziva está lidando com a morte de seu pai, o ex-Diretor do MOSSAD. |           |                         |                     |                                                        |                         |                            |
| 231 | 21        | "Berlin"                | Terrence O'Hara     | Scott Williams and Gina Lucita Monreal                 | 23 de abril de 2013     | 17.33                      |
| Tony e Ziva vão a Berlim para rastrear Ilan Bodner. Quando Tony e Ziva retornam aos EUA, uma SUV colide na lateral do carro onde eles estavam, terminando o episódio em um cliffhanger. Personagens recorrentes: Marina Sirtis como Diretora do Mossad Orli Elbaz, Damon Dayoub como Adam Eshel e Oded Fehr como Ilan Bodner |           |                         |                     |                                                        |                         |                            |
| 232 | 22        | "Revenge"               | James Whitmore, Jr  | George Schenck and Frank Cardea                        | 30 de abril de 2013     | 18.29                      |
| Gibbs desobedece uma ordem do Department of Homeland Security enquanto toda a equipe se junta na busca por Ilan Bodner. Durante uma luta num navio, Ziva finalmente mata Bodner. Personagens recorrentes: Oded Fehr como Ilan Bodner e Alan Dale como Diretor do DHS e ex-Diretor do NCIS Tom Morrow |           |                         |                     |                                                        |                         |                            |
| 233 | 23        | "Double Blind"          | Dennis Smith        | Christopher Walid and Steven D Binder                  | 7 de maio de 2013       | 17.56                      |
| O NCIS está sobre investigação de Richard Parsons, do Homeland Security, que questiona a resposta de Gibbs às mortes de Eli David e Jackie Vance. Personagem recorrente: Colin Hanks como Richard Parsons |           |                         |                     |                                                        |                         |                            |
| 234 | 24        | "Damned If You Do"      | Tony Wharmaby       | "Gary Glasberg"                                        | 14 de maio de 2013      | 18.79                      |
| A caçada internacional com o objetivo de capturar Ilan Bodner se torna numa caça as bruxas contra Gibbs e sua equipe, que questiona seu métodos para buscar a verdade. Tony, Ziva e McGee pedem demissão para salvar Gibbs de uma investigação de Richard Parsons. Gibbs descobre que as mortes de Eli David e Jackie Vance foram necessárias para encobrir uma operação da CIA. Passados quatro meses, Gibbs aponta um rifle à cabeça de Fornell. Um tiro é ouvido. Personagens recorrentes: Colin Hanks como Richard Parsons; Muse Watson como Mike Franks; Alan Dale como Diretor do DHS e ex-Diretor do NCIS Tom Morrow Convidado Especial: John M. Jackson como Almirante reformado e ex-Juiz Advogado Geral (JAG) Albert Jethro "A.J." Chegwidden |           |                         |                     |                                                        |                         |                            |